# 時をかけるテレビ 今こそ見たい!この1本
『時をかけるテレビ 今こそ見たい!この1本』（ときをかけるテレビ いまこそみたい このいっぽん）は、NHK総合テレビジョンで2024年4月5日から毎週金曜日に放送されている番組である。

## 概要
日本放送協会（NHK）が2025年に東京中央放送局の仮放送から100周年を迎えることを記念した番組の一つで、2024年2月25日まで放送されていた『あの日 あのとき あの番組 〜NHKアーカイブス〜』の内容を事実上継承。NHKアーカイブスに保存されている放送済み番組のアーカイブ映像から、「今こそ見てみたい」という作品を池上彰（ジャーナリスト、元NHK記者）とゲストが鑑賞しながら、本放送時点での時代背景や制作の舞台裏を振り返る。ちなみに、改編発表時の仮タイトルは、『時をかけるテレビ〜今みたい!この1本〜』であった。
放送に際しては、対象作品のアーカイブ映像を流している時間帯に音声多重放送を導入。この時間帯には、アーカイブ映像の音声を主音声、その映像を見ながら池上とゲストが語り合う模様を副音声（ステレオ2）で放送している。そのため、放送上はアーカイブ映像の右下側に池上、左下側にゲストのワイプ映像を挿入。アーカイブ映像を流し終えてからは、ゲストが池上を相手に感想を述べたり、番組スタッフによる追跡取材で判明したことを池上が紹介したりしている。対象作品の出演者や関係者がリモート方式やVTRで終盤に登場することも多く、放送回によっては、出演者を「ゲスト」としてスタジオに迎えることもある。
池上によれば「企画の趣旨に賛同したうえで、司会・進行役を引き受けた」という。

## 出演者
- ナビゲーター - 池上彰

## 放送リスト
出典：

### 2024年度
| 放送日         | タイトル                                                                                        | 初回放送日            | ゲスト               |
| -------------- | ----------------------------------------------------------------------------------------------- | --------------------- | -------------------- |
| 2024年 4月5日  | NHK特集「正解の科学者は予見する〜核戦争の地球（1）（2）」                                       | 1984年8月5日・6日     | さだまさし           |
| 4月12日        | NHK特集「のぞみ5歳〜手探りの子育て日記〜」                                                      | 1986年5月18日         | 常盤貴子             |
| 4月19日        | NHKスペシャル「なぜ隣人を殺したか〜ルワンダ残虐と扇動ラジオ放送〜」                             | 1998年1月18日         | MIYAVI               |
| 4月26日        | ヒューマン ドキュメンタリー あと数か月の日々を〜物理学者・戸塚洋二 がんを見つめる〜             | 2009年7月17日         | 梶田隆章             |
| 5月3日         | NHKスペシャル「ドキュメント・エルサレム」                                                       | 2004年1月31日・2月3日 | サヘル・ローズ       |
| 5月17日        | プライム10「80歳の決着〜元兵士たちの日米野球〜」                                                | 2008年2月22日         | 栗山英樹             |
| 5月24日        | にんげんドキュメント「ピース5歳〜日本初 ホッキョクグマ哺育日記〜」                              | 2005年1月28日         | 中川翔子             |
| 5月31日        | こうして僕らは医師になる〜沖縄県立中部病院 研修日記〜                                           | 2012年8月25日         | 満島真之介           |
| 6月7日         | 新日本紀行「波動の太鼓〜奥能登・外浦」                                                          | 1971年1月18日         | 常盤貴子             |
| 6月14日        | マサヨばあちゃんの天地 早池峰のふもとに生きて                                                   | 1991年9月15日         | 小雪                 |
| 6月21日        | ばっちゃん〜子どもたちが立直る居場所〜                                                          | 2017年1月17日         | 宇梶剛士             |
| 7月5日         | 課外授業 ようこそ先輩「みんな生きていればいい 福島智」                                          | 2008年1月12日         | 福島智               |
| 7月12日        | にんげんドキュメント「かあちゃんは好敵手 棋士・藤沢秀行と妻モト」                               | 2005年2月18日         | 室井滋               |
| 7月19日        | BSドキュメンタリー「アジアに生きる子どもたち お母さんに会いたい〜フィリピン・ムスリムの兄と妹」 | 2004年11月6日         | 秋元才加             |
| 8月30日        | にんげんドキュメント「光れ!泥だんご」                                                           | 2001年6月14日         | 松嶋尚美             |
| 9月6日         | ドキュメントにっぽん われらの再出発～失業サラリーマンたちの６か月～                             | 1997年4月4日          | 山田洋次             |
| 9月13日        | NHK特集「次郎さんの魚が笑ってる～沖縄の陶工 金城次郎～」                                        | 1987年11月2日         | ゴリ                 |
| 9月20日        | ドキュメントにっぽんの現場「“天国への引っ越し”手伝います 東京大田 遺品整理会社」                | 2007年11月22日        | さだまさし           |
| 10月4日        | NHKスペシャル「映像詩 里山 命めぐる水辺」                                                       | 2004年4月17日         | 西川貴教             |
| 10月11日       | 鶴になった男〜釧路湿原・タンチョウふれあい日記〜                                                | 1987年10月４日        | レーザーラモンRG     |
| 11月1日        | 中学生日記 最終回スペシャル“命”                                                                 | 2012年3月16日         | 高橋みなみ           |
| 11月8日        | きんさんぎんさん １００歳の時間（とき）                                                         | 1992年9月15日         | マナカナ             |
| 11月29日       | ＮＨＫ特集「食卓のかげの星条旗～米と小麦の戦後史～」                                            | 1978年11月17日        | 伊集院光             |
| 12月6日        | ＮＨＫスペシャル「硫黄島玉砕戦～生還者61年目の証言～」                                          | 2006年8月７日         | 勝村政信             |
| 12月13日       | ＮＨＫスペシャル「父ちゃん母ちゃん、生きるんや ～大阪・西成 こどもの里～」                      | 2003年2月9日          | 赤井英和             |
| 12月20日       | ＮＨＫスペシャル「トラック・列島３万キロ 時間を追う男たち」                                     | 2004年7月18日         | 的場浩司             |
| 2025年 1月10日 | NHKスペシャル「焼け跡からの再生～長田区鷹取東地区の1年～」                                      | 1996年1月14日         | 佐藤江梨子           |
| 1月31日        | NHK特集「手塚治虫 創作の秘密」                                                                  | 1986年1月10日         | 中田敦彦             |
| 2月7日         | わたしが子どもだったころ 詩人 谷川俊太郎                                                        | 2007年3月21日         | 是枝裕和             |
| 2月14日        | 追跡！ＡｔｏＺ「“はやぶさ”快挙はなぜ実現したか」                                                | 2010年8月28日         | 中川翔子             |
| 2月28日        | NHKスペシャル「世界初撮影！深海の超巨大イカ」                                                   | 2013年1月13日         | 荒俣宏               |
| 3月7日         | ＮＨＫスペシャル「風の電話～残された人々の声～」                                                | 2016年3月10日         | いとうせいこう       |
| 3月14日        | ＮＨＫ特集「永平寺」                                                                            | 1977年3月3日          | パトリック・ハーラン |

### 2025年度
| 放送日        | タイトル                                                                         | 初回放送日     | ゲスト             |
| ------------- | -------------------------------------------------------------------------------- | -------------- | ------------------ |
| 2025年 4月4日 | ＮＨＫスペシャル「いのち 瀬戸内寂聴 密着５００日」                               | 2015年11月22日 | 寺島しのぶ         |
| 4月11日       | 桜紀行 ～名金線・もう一つの旅                                                    | 1984年5月17日  | 夏井いつき         |
| 4月18日       | プロフェッショナル仕事の流儀「一徹に直す、兄弟の工場 自動車整備士・小山明 博久」 | 2015年12月7日  | 中岡創一           |
| 4月25日       | ＮＨＫ特集 シルクロード第2部 第十五集「キャラバンは西へ～再現・古代隊商の旅～」  | 1984年6月4日   | 石坂浩二           |
| 5月9日        | 九州スペシャル「写真の中の水俣 ～胎児性患者・6000枚の軌跡～」                    | 1991年12月12日 | 宮崎美子           |
| 5月16日       | ＮＨＫ特集「わが沖縄 具志堅用高とその一族」                                      | 1979年10月22日 | 具志堅用高         |
| 5月23日       | ＮＨＫ特集「どんなご縁で ～ある老作家夫婦の愛と死～」                            | 1988年10月23日 | にしおかすみこ     |
| 6月6日        | にんげんドキュメント「ただ一撃にかける」                                         | 2003年7月18日  | 渡辺正行           |
| 6月13日       | ＢＳスペシャル「世紀を刻んだ歌 イマジン」                                        | 2002年8月29日  | 又吉直樹           |
| 6月20日       | ＮＨＫスペシャル「見えず聞こえずとも～夫婦ふたりの里山暮らし～」                 | 2015年5月3日   | 佐々木健介、北斗晶 |
| 6月27日       | にんげんドキュメント「斬られ役 ～大部屋俳優 58歳の心意気～」                     | 2001年5月24日  | 安田淳一           |